# 瀬戸方久
瀬戸 方久（せと ほうきゅう）は、戦国時代の商人、武将。

## 人物
遠江国引佐郡瀬戸村の郷士で、もと名主を務めていた松井平兵衛が地名から瀬戸を名乗り、一帯の領主・井伊氏の庇護を受けて豪商に成長したと見られている。
永禄9年（1566年）井伊直虎が渋川村の福満寺に梵鐘を建立しているが、方久は鋳造の資金を担い、瀬戸四郎右衛門の名で願主として名を連ねている。
同年、今川氏真が井伊谷や瀬戸といった地域に徳政令を発布するも、井伊谷の井伊氏はそれに抵抗し、徳政令を実施しなかったという事件が起こる。結局徳政令は2年後の永禄11年（1568年）に実行される事となったものの、それまでの間に今川氏真に取り入り、刑部城・堀川城の軍資調達を請け負う代わりに自身の田畑や屋敷を徳政令の対象外とする安堵状を得ている。
永禄10年（1567年）10月に、今川氏から買得地（借金の担保として買い取った土地）の安堵を受けている。
永禄11年（1568年）9月にも、井伊谷領全体を対象にした徳政について訴訟が起こされても、方久の買得地は徳政の適用を今川氏から免除するとされている。

## 登場する作品
- おんな城主 直虎 ‐ NHK、平成29年（2017年）、演：ムロツヨシ